# Алевайцино
Алева́йцино — село в сельском поселении Ишня Ростовского района Ярославской области России. Расположено в 195 км от Москвы, 69 км от Ярославля, 14 км от Ростова, 13 км от федеральной автотрассы М8 «Холмогоры» (в частности от европейского маршрута E 115) и в 17 км от ближайшей железнодорожной станции Ростов-Ярославский. Население на 1 января 2010 г. составляет 7 чел.

## История
Каменная пятиглавая церковь с колокольней во имя святителя Николая и великомученицы Екатерины в селе была построена в 1812 году. 
В конце XIX — начале XX село входило в состав Зверинцевской волости Ростовского уезда Ярославской губернии. В 1885 году в селе было 28 дворов.
С 1929 года село входило в состав Шурскольского сельсовета Ростовского района, с 2005 года — в составе сельского поселения Ишня.
В селе в основном в проживают люди, работающие или работавшие в сельскохозяйственном предприятии (колхозе) МСП «Киргизстан», головной офис которого находится в недалеко расположенном селе Шурскол.

## Население
| 1859 | 2007 | 2010 |
| ---- | ---- | ---- |
| 197  | ↘19  | ↘7   |